# 충남급 호위함
충남급 호위함은 대한민국 해군이 추진중인 3,500톤급 호위함의 함급이다..

## 역사
울산급 Batch-II 사업은 차기 호위함 사업으로 다시 인천급 Batch-I인 인천급 호위함과 인천급 Batch-II인 대구급 호위함이 건조되었다. 울산급 Batch-III 호위함은 경하배수량 2,800톤 대구급 호위함보다 업그레이드된 버전이다. 경하배수량 3,500톤으로 만재배수량은 4,300톤이다.
2020년 3월 16일, 방위사업청이 현대중공업과 1번함 건조계약을 체결했다. 가격은 4천억원이다. 울산시에 위치한 현대중공업은 1975년 대한민국 최초의 전투함인 울산급 호위함 1번함인 울산함(FF-951 울산)을 건조한 바 있다. 2023년 4월 10일 1번함 충남함이 진수되었으며 또한 2024년에 인도된다.

## 특징

### 복합센서마스트
이지스함의 네 면에 고정된 AESA 레이더와 유사한 복합센서마스트를 장착했다. 즉, 한국이 독자개발한 최초의 소형 이지스함으로 볼 수 있다. 이와 비슷한 통합마스트는 KDDX에 장착될 것이다. 울산급 Batch-III 함정 탑재용 복합센서 마스트는 한화시스템과 국방과학연구소(ADD)가 함께 개발중이다.
한국은 이스라엘 엘타가 개발한 EL/M-2248 MF-STAR 구축함용 AESA 레이더를 마라도함에 장착했다. 그리고 울산급 Batch-III에 한화가 개발한 EL/M-2248 MF-STAR와 유사하게 생긴 복합센서마스트를 장착할 것이라는데, 이스라엘에서 EL/M-2248 MF-STAR을 도입할 때 관련 기술까지 구매한 것으로 추정된다.

### 하이브리드 추진
평소에는 저소음 전기추진으로 항해하다가, 유사시에는 가스터빈추진으로 고속으로 움직이다.

## 함정
| 함명         | 진수            | 취역             | 제작사       |
| ------------ | --------------- | ---------------- | ------------ |
| FFG-828 충남 | 2023년 4월 10일 | 2024년 12월 24일 | 현대중공업   |
| FFG-829 경북 | 2025년 6월 20일 | -                | SK오션플랜트 |
| FFG-831      | -               | -                | SK오션플랜트 |
| FFG-832      | -               | -                | SK오션플랜트 |
| FFG-833      | -               | -                | 한화오션     |
| FFG-835      | -               | -                | 한화오션     |

## 같이 보기
- 울산급 호위함
- 인천급 호위함
- 대구급 호위함